# Apanteles claniae
Apanteles claniae är en stekelart som beskrevs av You och Zhou 1990. Apanteles claniae ingår i släktet Apanteles och familjen bracksteklar. Inga underarter finns listade i Catalogue of Life.